# Agrochola evelina
Agrochola evelina är en fjärilsart som beskrevs av Butler 1879. Agrochola evelina ingår i släktet Agrochola och familjen nattflyn. Inga underarter finns listade i Catalogue of Life.